# Albert Forton
Jules Ange Albert Forton (Brussel, 8 oktober 1876 - Tubeke, 20 juli 1951) was een Belgisch senator.

## Levensloop
Forton was een zoon van de in Charleroi geboren kleermaakster Marie-Thérèse Forton. Zij behoorde tot een familie uit Tubeke. Dat ze in Brussel haar kinderen ter wereld bracht (in 1874 werd Arthur Forton geboren), was wellicht het gevolg van haar ongehuwde status. Albert Forton trouwde met Léonie Frenay.
In april 1939 werd hij verkozen tot socialistisch provinciaal senator voor Brabant en oefende dit mandaat uit tot in 1946.
Hij was ingeburgerd in Tubeke, waar hij verkozen werd tot gemeenteraadslid en schepen. 